# Centre històric de Riudecols
El Centre històric de Riudecols és un conjunt de Riudecols (Baix Camp) protegit com a Bé Cultural d'Interès Local.

## Descripció
El nucli històric del poble està format per l'antic recinte emmurallat amb l'església. La resta de nucli s'articula al voltant d'aquesta. Riudecols es caracteritza per l'emplaçament d'immobles de dues o tres plantes, situats entre mitgeres, amb els paraments arrebossats. Són edificis austers i senzills, i mols presenten un estat de conservació regular (amb despreniments a les façanes i alguns elements arquitectònics concrets com baranes, balcons, cornises, etc).

## Història
El poble de Riudecols es va originar amb la repoblació cristiana i depenia d'Alforja. El seu nucli està format pel castell, proper al qual va estar l'església i el cementiri, on ara hi ha les escoles. A finals del segle xvii es va començar l'església actual, i el poble va ampliar-se al segle xviii, a l'independitzar-se de l'Alforja, al llarg del carrer Major.